# کاندلا (بازیکن فوتبال)
کاندلا (انگلیسی: Candela؛ زادهٔ ۱۲ ژانویهٔ ۱۹۸۷) بازیکن فوتبال اهل اسپانیا است.
از باشگاه‌هایی که در آن بازی کرده‌است می‌توان به باشگاه فوتبال فرست وینا، باشگاه فوتبال سلتاویگو، و باشگاه فوتبال آلباسته بالومپیه اشاره کرد.